# Giordano Bruno Lattuada
Giordano Bruno Lattuada (Monza, 25 maggio 1903 – Monza, 17 febbraio 1978) è stato un pittore e decoratore italiano.

## Biografia
Nasce a Monza il 25 maggio 1903 da Giuseppe Lattuada e Angela Galimberti. Giovanissimo lavora come decoratore presso la ditta Oggioni di Lissone.
Disegna e dipinge autodidatta già prima degli anni'20, ha un temperamento attivo ed eclettico, dimostrando interessamento in vari campi, infatti vince un premio per la costruzione di un aeromodello volante già in quell'epoca. Nel 1922 è militare a Firenze presso l'Istituto Geografico Militare, anche in questo periodo è vivo il suo amore per la pittura che coltiva assiduamente.
Nel 1925 frequenta la scuola di disegno applicato presso la Villa Reale di Monza, dove è allievo di Marino Marini. Nel 1927 riceve diploma e medaglia di bronzo dalla scuola di disegno. Si sposa con Angelina Colombo e nello stesso anno nasce il figlio Giancarlo.
Tra il 1927 ed il 1932 dipinge paesaggi della Brianza, ritratti, nature morte, sia ad olio che ad acquerello e partecipa a varie mostre, tra cui l'esposizione di acquerelli alla Galleria Pesaro di Milano.
In questo periodo prende lezioni da Emilio Borsa, ed è in contatto con gli artisti Pio Semeghini, Gregorio Sciltian, Leonardo Spreafico, Posern, ed in particolare con Felice Ghidotti e Gino Meloni, che costituiscono il nucleo fondatore della Famiglia artistica di Lissone.
Nel 1932 viene premiato con medaglia d'argento alla quinquennale di Lecco. Passa tra i professionisti nel 1934, ed entra a far parte dell'associazione acquerellisti lombardi. Vince il premio all'esposizione Centri turistici alla Permanente di Milano. Nel 1934 e 1935 partecipa ad esposizioni collettive ed espone in mostre personali al palazzo dell'Arengario di Monza ed alla Galleria Pesaro di Milano.
Nel 1936, alla Mostra d'arte del paesaggio Brianteo presso la Villa Reale di Monza, vince il premio acquisito da parte del Comune con il quadro "Ingresso del Parco di Monza", ora nella dotazione di Musei Civici di Monza. In agosto viene citato dalla stampa specializzata su "il Perseo" insieme a Raffaele De Grada e Giuseppe Dal Verme.
Nel 1937 partecipa alla IV quinquennale di Lecco e nell'anno successivo è tra i fondatori della Famiglia Artistica Monzese, associazione al cui sviluppo si dedica assiduamente. Nel 1939 espone in personali a Monza, Ancona e Torino. 
Nel novembre del 1942 riceve il 2º premio alla mostra intersindacale alla "Permanente" di Milano, con il quadro "Piazza Carducci". Durante il decennio successivo ordina mostre a Milano, Monza, Vimercate.
Negli anni cinquanta è componente del consiglio direttivo della Università Popolare monzese (1954) e del Salotto Artistico Letterario di Monza (1955). Nel 1959 espone a Roma alla mostra Internazionale d'arte figurativa.
A Monza è presente con personali ed in esposizioni collettive per tutti gli anni sessanta. In particolare Lattuada fu attratto dalle poetiche visioni del Parco di Monza e dalla luminosità della Brianza, soggetti ai quali ha dedicato gran parte della sua attività artistica. I temi che gli erano congeniali riguardavano la rappresentazione della natura al mutare delle stagioni con l'interpretazione degli effetti della luce sui colori, una sorta di bipolarismo tra il verde estivo ed il bianco invernale. Note le nevicate e le suggestive visioni di scorci cittadini e del parco.
A partire dal 1961 e per oltre dieci anni, trascorre alcuni periodi in Liguria, dove si dedica all'esecuzione di dipinti con vedute della riviera, marine e paesaggi. Diventa membro dell'Accademia Tiberina in Roma nel 1965.
Nel decennio successivo affianca alle sempre presenti vedute del Parco, i paesaggi del lago di Como. Espone nel 1971 a Monza e Bergamo e nel 1973 a Monza, Milano e Novara. L'ultimo suo quadro è "Acquerello nel Parco" del 1978, anno della morte.
I suoi dipinti figurano in collezioni pubbliche e private.
Negli anni 1979, 1982 e 1996 vengono allestite sue mostre postume con il patrocinio del Comune di Monza.

## Riconoscimenti
Il 16 gennaio 2009 l'amministrazione Comunale dedica il piazzale dell'ingresso principale al parco di Monza al pittore scomparso, a testimonianza dell'intensa e qualificata attività artistica svolta per oltre un cinquantennio.

## Valutazione critica
Giordano Bruno Lattuada, s'inserisce nella tradizione artistica locale nella linea tracciata da insigni maestri quali Mosè Bianchi e il nipote Pompeo Mariani ed Emilio Borsa.
"Sin dalle sue prime opere, ma soprattutto a partire da quelle del dopo guerra, si delinea la tendenza alla costruzione di una pittura solidamente impiantata sull'idea della concezione moderna del paesaggio, dove gli echi della tradizione monzese vengono via via riducendosi, per dar vita ad una veduta che ha in De Grada l'unico e convincente vero punto di riferimento.
Nei ritratti, specie quelli a matita, affiora il contatto con Semeghini, mentre nelle marine il contrasto fra sabbia e mare dà luogo ad una cromia tersa e smagliante" (Paolo Biscottini).
"Nella sua continua esplorazione dal Parco di Monza all'Adda, alle Prealpi con puntate sui laghi e in Val Vigezzo, che sempre meglio si chiariscono e si consolidano negli anni cinquanta Lattuada rivela un impianto di composizione e di disegno che non risentono per nulla della sua capacità di disegnatore tecnico. Il Paesaggio di Lattuada gode sempre di una prospettiva architettonica anche quando si tratta di alberi, del fiume o delle montagne, o di nature morte di frutta e di fiori.
Quando nella sua stessa cerchia hanno cominciato a corrompere la visione nella suggestione dell'informale e della decorazione astratta, Lattuada ha continuato a darci tutta una serie di opere, dalla Brianza alla Riviera ligure che arricchiscono le collezioni private di Monza e altrove in un panorama fitto di "vedute" modernamente intese, che sono da accostare a quelle di pittori lombardi dell'Ottocento come Carlo Mancini, Giuseppe Cascella e Gerolamo Induno" (Raffaele De Grada).

## Opere
- Ritratto della nonna, 1921
- Strada di Canzo, 1932
- Veduta dei Corni di Canzo, 1935
- Ingresso del parco di Monza, 1936
- Ritratto del figlio, 1937
- Paesaggio a Selvino, 1937
- Piazza Carducci, 1942
- Ex Via Como S. Biagio, 1944
- Giornata d'inverno con la carrozzetta del Parco, 1944
- Veduta brianzola, 1945
- Valbrona presso Onno, 1947
- Il disoccupato, 1952
- Periferia di Monza con la neve, 1957
- Incrocio a Monza, 1958
- Paesaggio a Perego, 1960
- Natura morta con violino, 1964
- Inverno ai Boschetti, 1969
- Marina a Nervi, 1969
- Lago di Como, 1971
- Nevicata ai giardini della chiesa di S. Biagio Monza, 1972
- Inverno al Parco, 1973
- Autunno nel Parco di Monza, 1970
- Vialetto ai giardini, 1974